# Dov'è l'amore
Dov'è l'amore è il quarto singolo della cantante e attrice statunitense Cher, estratto dal suo ventitreesimo album di inediti Believe. 
Nel 2000 ne fu registrata una versione turca dal titolo Aşka İnanma dalla cantante turca Ajda Pekkan per il suo album Diva.

## Tracce
Singolo CD maxi Stati Uniti (9 44774-2)
1. All or Nothing (Danny Tenaglia International Mix)
2. All or Nothing (Metro Radio Mix)
3. All or Nothing (Danny Tenaglia Cherbot Vocadub)
4. All or Nothing (Almighty Definitive Mix)
5. Dov'e l'Amore (Todd Terry's TNT Club Mix)
6. Dov'e l'Amore (Tony Moran's Anthem Mix)
7. Dov'e l'Amore (Ray Roc's Latin Soul Vocal Mix)
8. Dov'e l'Amore (Tee's Radio Mix)
9. Dov'e l'Amore (Tony Moran's Anthem 7" Mix)
10. Dov'e l'Amore (Ray Roc's Radio Mix)

Singolo vinile 2x12" Stati Uniti (0-44774)
1. All or Nothing (Danny Tenaglia International Mix)
2. All or Nothing (Almighty Definitive Mix)
3. All or Nothing (Danny Tenaglia Cherbot Vocadub)
4. All or Nothing (Metro Radio Mix)
5. Dov'e l'Amore (Todd Terry's TNT Club Mix)
6. Dov'e l'Amore (Tony Moran's Anthem Mix)
7. Dov'e l'Amore (Ray Roc's Latin Soul Vocal Mix)
8. Dov'e l'Amore (Todd Terry's MT's Club Mix)

Singolo vinile 12" (8573 80539-0)
1. Dov'è l'amore (Tony Moran's Anthem Mix)
2. Dov'è l'amore (Tony Moran's Anthem 7" Mix)
3. Dov'è l'amore (Todd Terry's TNT's Club Mix)
4. Dov'è l'amore (Todd Terry MT's Club Mix)

Singolo vinile 12" Regno Unito (SAM 00194)
1. Dov'è l'amore (Emilio Estefan Jr. Radio Edit)
2. Dov'è l'amore (Ray Roc's Latin Soul Vocal)
3. Dov'è l'amore (Emilio Estefan Jr. Extended Mix)
4. Dov'è l'amore (Ray Roc's Latin Soul Instrumental)

Singolo CD Germania (PRO 1635)
1. Dov'e l'Amore (Radio Edit)
2. Dov'e l'Amore

Singolo CD 1 Regno Unito (WEA 230 CD1)
1. Dov'e l'Amore (Radio Edit)
2. Dov'e l'Amore (Ray Roc's Latin Soul Vocal Mix)
3. Dov'e l'Amore (Tony Moran's Anthem 7" Mix)

Singolo CD 2 Regno Unito (WEA 230 CD2)
1. Dov'e l'Amore
2. Dov'e l'Amore (Tony Moran's Anthem Mix)
3. Dov'e l'Amore (Tee's Radio)

## Classifiche
| Classifica (1999)               | Posizione massima |
| ------------------------------- | ----------------- |
| Billboard Stati Uniti           | 104               |
| singoli Billboard Stati Uniti   | 1                 |
| Club Play Billboard Stati Uniti | 1                 |
| Dance Billboard Stati Uniti     | 1                 |
| Australia                       | 5                 |
| Austria                         | 4                 |
| Paesi Bassi                     | 5                 |
| Europa                          | 5                 |
| Finlandia                       | 4                 |
| Francia                         | 4                 |

| Classifica (2000)   | Posizione massima |
| ------------------- | ----------------- |
| Germania            | 6                 |
| Grecia              | 3                 |
| Italia              | 4                 |
| Norvegia            | 2                 |
| Romania             | 2                 |
| Spagna              | 2                 |
| Svezia              | 3                 |
| Svizzera            | 5                 |
| singoli Stati Uniti | 21                |